# Douglas AIR-2 Genie
Douglas AIR-2A Genie byla americká protiletadlová neřízená raketa nesoucí jadernou hlavici. V době studené války byla zavedena do výzbroje amerického a kanadského letectva. Byla to historicky první protiletadlová raketa schopná nést jadernou hlavici. Střela byla určena k ničení skupin sovětských strategických bombardérů nad územím USA a Kanady. Výroba střely Genie probíhala v letech 1957–1962. Jediný zkušební odpal ostré verze střely proběhl v roce 1957 na jaderné střelnici v Nevadě. V operační službě střely byly v letech 1957–1986.

## Vývoj

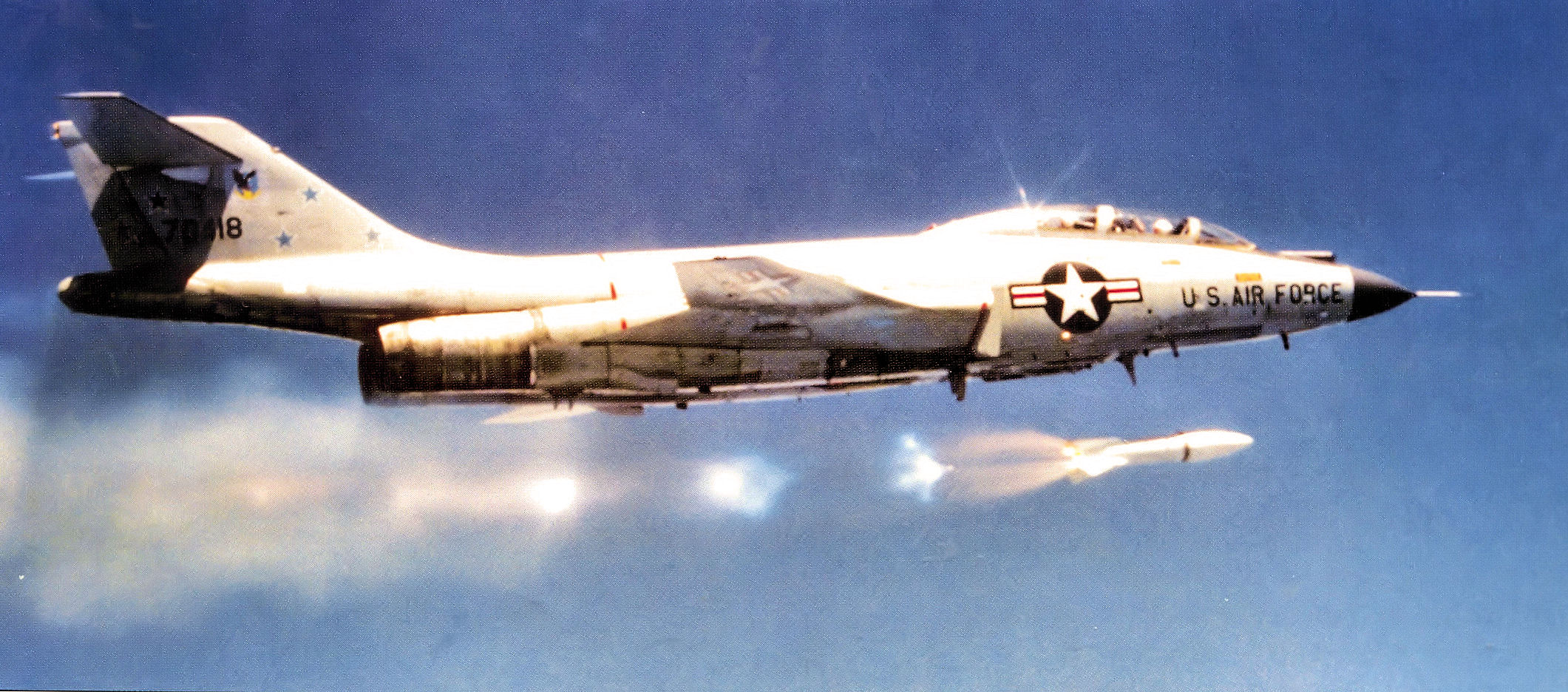
Vypuštění střely AIR-2 Genie z letounu F-101B Voodoo

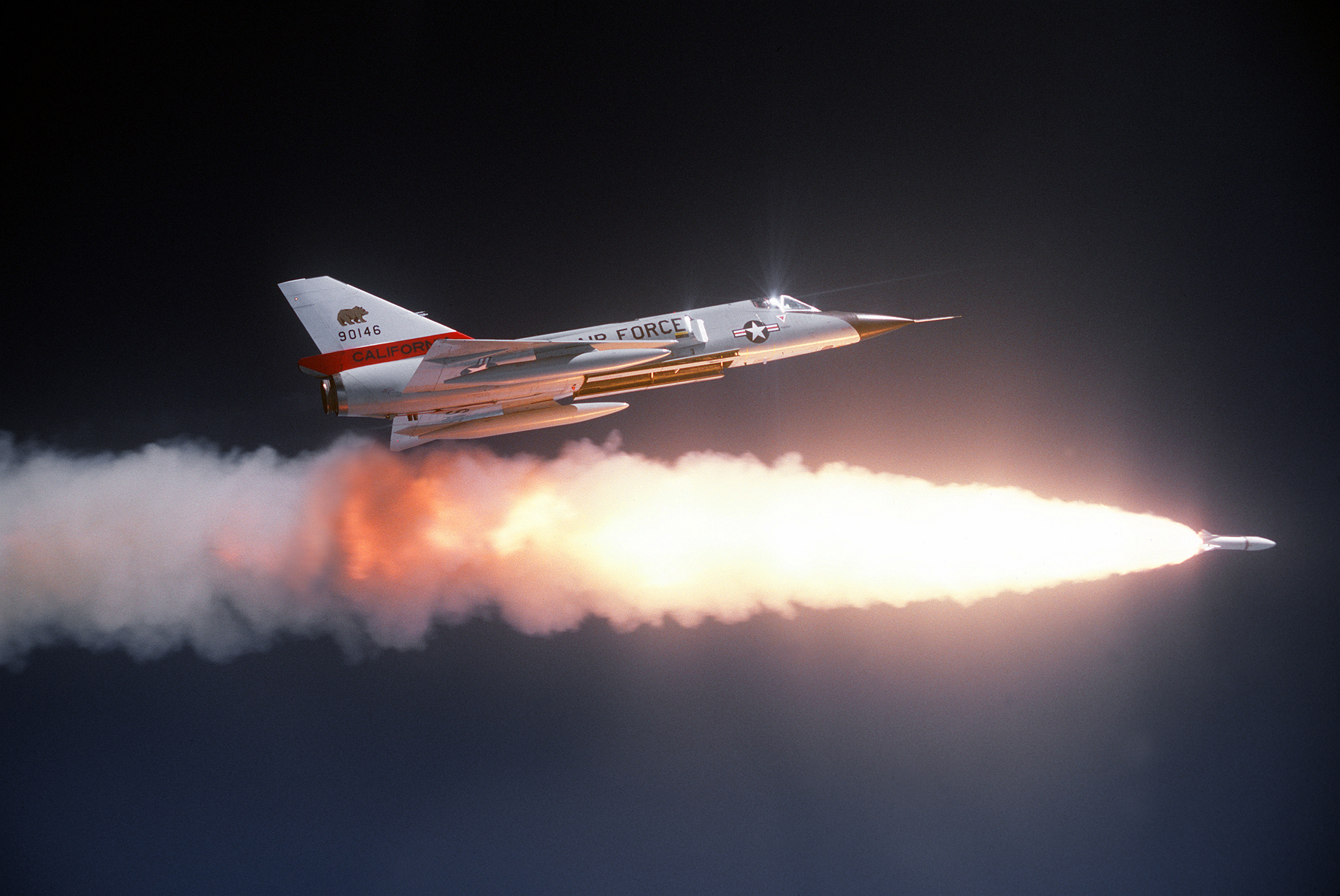
Convair F-106 Delta Dart americké Národní gardy při cvičném odpalu ATR-2A

Na přelomu 40. a 50. let došlo k výraznému rozvoji sovětského dálkového bombardovacího letectva. Do služby zavedlo strategický bombardér Tupolev Tu-4, který byl kopií amerického typu Boeing B-29 Superfortress a později též modernější typy Mjasiščev M-4 a Tupolev Tu-95. Jelikož tyto letouny mohly ohrozit kontinentální území Spojených států amerických atomovými zbraněmi (sovětský jaderný program dospěl k první jaderné zkoušce roku 1949), začaly americké ozbrojené síly hledat nové způsoby, jak případné útočící svazy bombardérů zneškodnit.
Proti odolnému a rychle letícímu bombardéru se typická druhoválečná výzbroj v podobě kulometů a kanónů ukázala jako nedostatečná. Řešením se ukázalo být nasazení protiletadlových řízených střel, které ale tehdy byly teprve v plenkách (v té době začínal vývoj střel AIM-9 Sidewinder a AIM-4 Falcon). Některé typy stíhacích letounů proto byly vyzbrojeny 70mm neřízenými střelami FFAR, které byly vypouštěny v salvách. Nebyly ale tak účinné, jak se původně očekávalo.
V roce 1954 proto začala firma Douglas Aircraft pracovat na vývoji neřízené protiletadlové rakety osazené jadernou hlavicí. Střela tak mohla být jednoduchá a spolehlivá. Právě použití jaderné hlavice přitom mělo zaručit dostatečnou účinnost střely i proti celým svazům bombardérů. K prvním zkušebním odpalům rakety došlo v roce 1956. Použity přitom byly stíhací letoun Northrop F-89 Scorpion a prototyp YF-102 Delta Dagger. Do služby byla střela přijata v roce 1957 pod označením MB-1 Genie (v roce 1962 byla přeznačena na AIR-2A Genie). Do zastavení výroby v roce 1962 bylo vyrobeno okolo 3150 těchto střel. V letech 1965–1978 byly střely modernizovány na standard AIR-2B, zahrnující nové raketové motory s větší životností a doletem.

### Jaderná zkouška

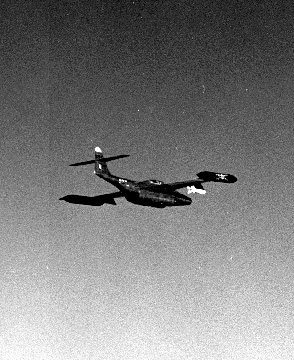
Northrop F-89J Scorpion se připravuje k jedinému ostrému zkušebnímu odpalu Genie

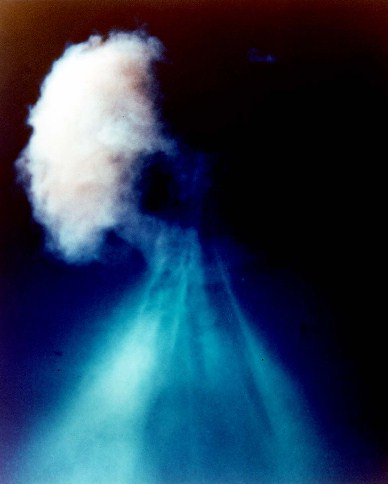
Fotografie zkušebního výbuchu střely Genie na americké jaderné střelnici v Nevadě

Nedlouho po zavedení střely do operační služby a zahájení sériové výroby došlo také k jejímu jedinému ostrému zkušebnímu odpalu. Ten byl proveden v pátek 19. července 1957 během experimentálního projektu Operace Plumbbob, jehož součástí bylo celkem 29 zkušebních jaderných výbuchů. Střela MB-1 Genie byla vypuštěna ze stíhacího letounu Northrop F-89J Scorpion (sériové číslo 53-2547), patřícího Národní gardě státu Montana a letícího ve výšce 4500 metrů nad oblastí Yucca Flats na jaderné střelnici Nevada Test Site. V kokpitu seděli pilot Eric W. Hutchison a operátor radaru Alfred C. Barbee. Zajímavostí je, že skupina pěti důstojníků amerického letectva se tehdy dobrovolně nacházela na zemi poblíž výbuchu, aby prokázala, že použití střely s jadernou hlavicí nad obydlenými oblastmi USA je bezpečné. Letoun F-89J, ze kterého byl odpal proveden, byl vystaven na základně národní gardy na letišti Great Falls v Great Falls v Montaně.

## Popis
Střela AIR-2A Genie se skládala ze tří částí – jaderné hlavice W25 ráže 1,5 kilotun TNT, raketového motoru na tuhé pohonné látky Thiokol SR49-TC-1 s tahem 162 kN a vyklápěcích stabilizačních ploch. Dostřel střely byl necelých 10 km. Zaměření a vystřelení střely bylo řízeno palubním střeleckým systémem letounu. Hlavice byla nastavena na opožděný výbuch pomocí časového zapalovače, k odjištění hlavice došlo poté, co motoru rakety došlo palivo. Útočící letoun se mezitím mohl dostatečně vzdálit od místa výbuchu. Předpokládalo se, že výbuch jaderné hlavice zničí vše v okruhu 300 metrů a vážně poškodí letouny nacházející se ve vzdálenosti do 1000 metrů.

## Varianty
- AIR-2A Genie (původně MB-1 Genie) – základní varianta
- AIR-2B – modernizovaná varianta AIR-2A
- ATR-2A (původně MB-1-T) – cvičná varianta vyráběná v malém množství, nesla dýmovou a výbušnou nálož, imitující jaderný výbuch

## Uživatelé

### US Air Force
Střelou Genie byly operačně vyzbrojeny stíhací letouny typů Northrop F-89 Scorpion, McDonnell F-101 Voodoo a Convair F-106 Delta Dart. Stíhací letouny Convair F-102 Delta Dagger, Lockheed F-104 Starfighter a McDonnell F-4 Phantom II střelu nesly zkušebně, ovšem nikdy v reálné operační službě. Střela byla ve výzbroji amerického letectva až do roku 1986. Ze všech jejich nosičů byly v té době ve službě už jen letouny typu F-106 Delta Dart (u Národní gardy).

### Royal Canadian Air Force
Jediným zahraničním uživatelem střely Genie byla Kanada, jejíž stíhací letouny McDonnell CF-101 Voodoo jí byly v rámci programu sdílení jaderných zbraní zeměmi NATO vybaveny v letech 1965–1984. Střely na kanadském území spravovali příslušníci 425. podpůrné muniční letky USAF, přičemž kanadskému letectvu by byly poskytnuty pouze s americkým souhlasem na základě rozhodnutí Velitelství protivzdušné obrany Severní Ameriky (NORAD). Pro aktivaci střely existovaly dva klíče – kanadský a americký, které musely být použity společně.

### Royal Air Force
Royal Air Force krátce uvažovalo o použití střely Genie u svého typu English Electric Lightning. K tomu ale nakonec nedošlo.

## Základní technicko-taktické údaje (AIR–2A Genie)
- Délka: 2,95 m
- Průměr: 0,44 m
- Rozpětí křidélek: 1,02 m
- Hmotnost: 373 kg
- Rychlost: 3,3 M
- Dolet: 9,6 km
- Navádění: žádné

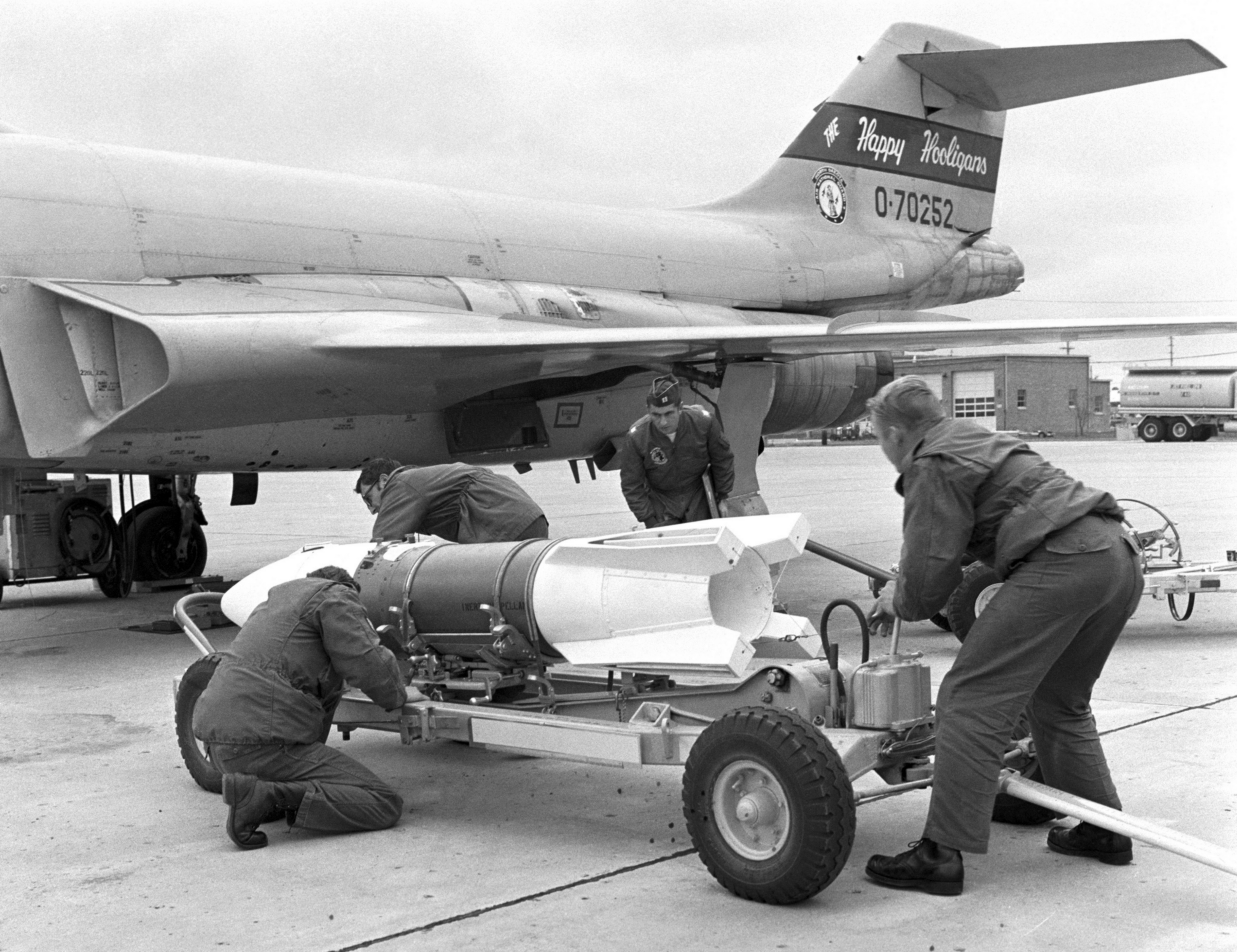
Cvičná raketa AIR-2 Genie se stíhacím letounem McDonnell F-101B Voodoo

- Bojová hlavice: jaderná s ekvivalentem 1,5 kt TNT